# Ivan Vasilev
Ivan Vasilev (Vladivostok, 1989) é um bailarino russo.
Iniciou os estudos na Escola de Balé Bielorrussa. Venceu a Competição Internacional de Balé de Moscou em 2005 e os Grand Prix de Varsa e Perm em 2006, tendo ganho também o prêmio de melhor bailarino da Fundação Coreana de Balé.
Neste mesmo ano, passou a integrar o Bolshoi, e em 2010 foi alçado à categoria de bailarino principal, onde atuou em "Spartacus", "Dom Quixote", "La Bayadère" e "O Corsário", quase sempre tendo como parceira a noiva Natalia Osipova. Ambos deixaram o Bolshoi em 2011, fazendo hoje parte do Teatro Mikhailovsky.